# Crisi idrica

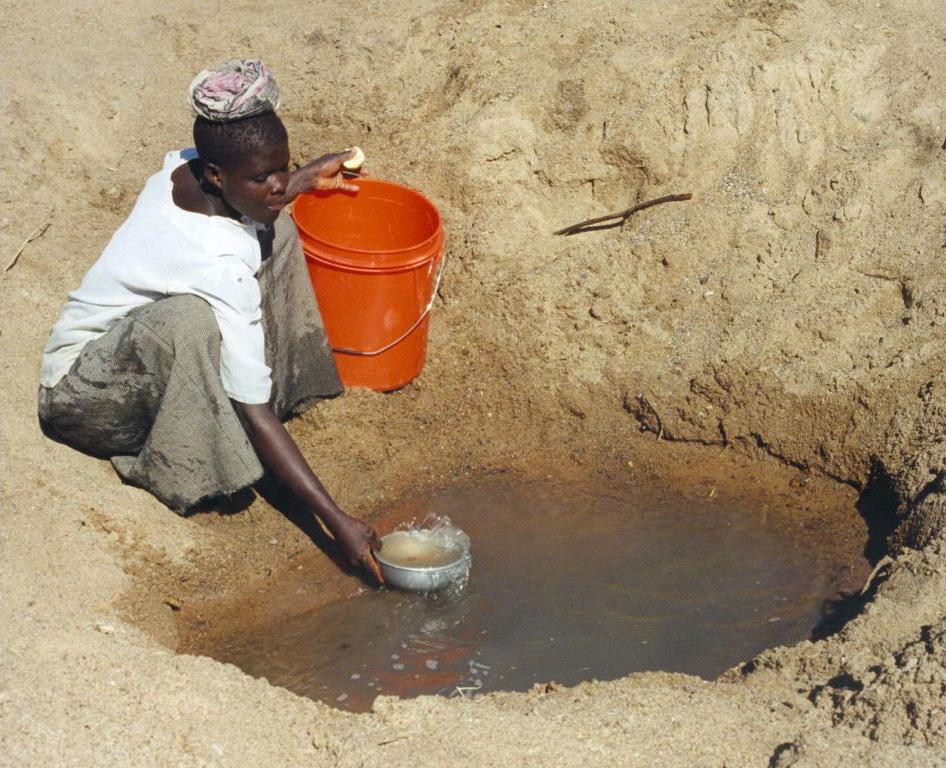
Approvvigionamento dell'acqua in un villaggio della Tanzania

La crisi idrica è lo stato temporaneo di interruzione nella distribuzione e conservazione di acqua in un dato territorio. La crisi idrica può essere determinata da una serie di fattori quali l'aumento della pressione industriale e agricola sulle risorse di acqua dolce, il cambiamento climatico e la conseguente imprevedibilità delle precipitazioni, urbanizzazione rapida, privatizzazione, water grabbing, consumo sconsiderato, gestione inadeguata e disuguaglianze economiche e politiche. Non sussiste, invece, un chiaro collegamento tra aumento demografico e crisi idrica, e negli ultimi 100 anni il consumo d'acqua globale è aumentato a un ritmo più che doppio rispetto al tasso di crescita della popolazione.
Ha pesato nella crisi idrica anche la distruzione della metà degli ecosistemi d'acqua dolce del pianeta, comprese le falde acquifere sotterranee, dovuta all'espansione delle aree urbane.

## Alcuni tipi di crisi

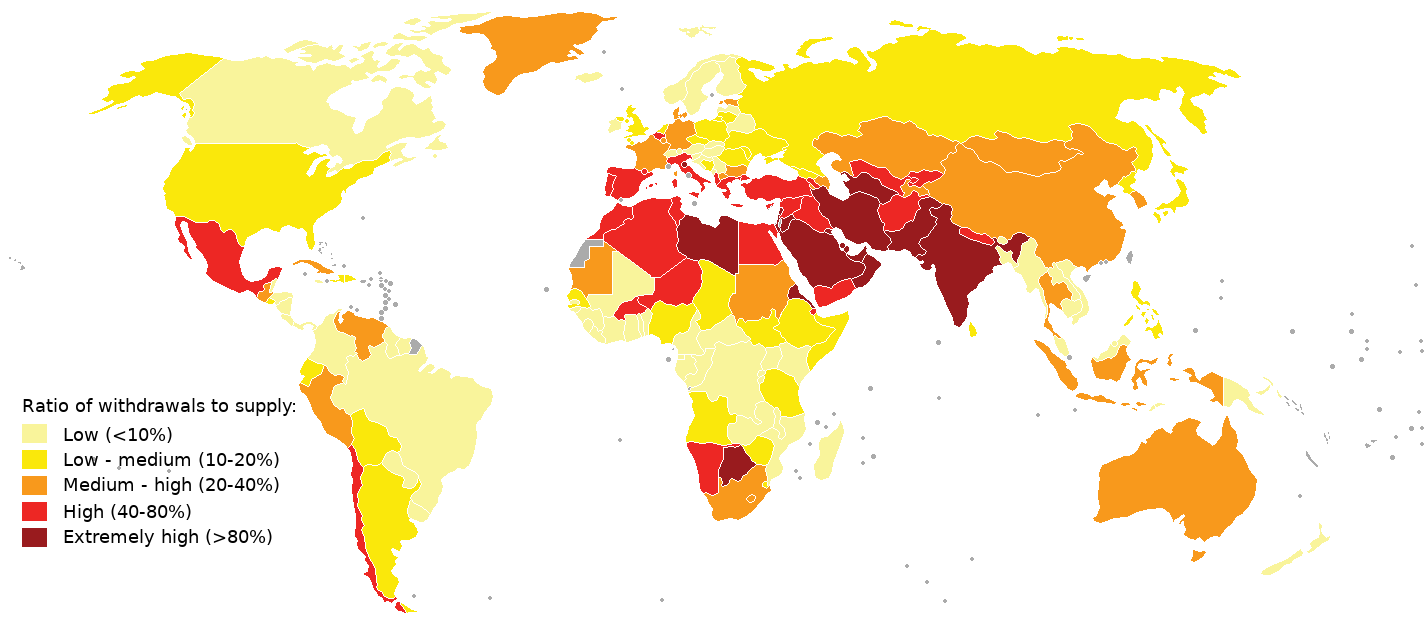
Stress idrico per paese nel 2019.

Sono stati definiti due tipi di carenza idrica: fisica ed economica. Questi termini sono stati definiti per la prima volta in un ampio studio del 2007 sull'uso dell'acqua in agricoltura negli ultimi 50 anni di professionisti, ricercatori e responsabili politici, sotto la supervisione dell'International Water Management Institute, con l'obiettivo di scoprire se il mondo ne aveva sufficienti risorse idriche per produrre cibo per la popolazione in crescita in futuro.

### Scarsità d'acqua fisica
La scarsità d'acqua fisica si verifica dove non c'è abbastanza acqua per soddisfare tutte le richieste, compresa quella necessaria per il funzionamento efficace degli ecosistemi. Le regioni aride soffrono spesso di scarsità d'acqua fisica. L'influenza umana sul clima ha portato a una maggiore scarsità d'acqua nelle aree in cui in precedenza era già difficile reperire l'acqua. Si verifica anche dove l'acqua è apparentemente abbondante ma dove le risorse sono impegnate in modo eccessivo, come quando c'è un sovrasviluppo delle infrastrutture idrauliche, spesso per l'irrigazione o la generazione di energia. I sintomi della scarsità fisica dell'acqua includono un grave degrado ambientale, come l'inquinamento delle acque e il declino delle acque sotterranee e assegnazioni di acqua che favoriscono alcuni gruppi rispetto ad altri.

### Scarsità d'acqua economica
La scarsità d'acqua economica è causata dalla mancanza di investimenti in infrastrutture o tecnologie per attingere acqua da fiumi, falde acquifere o altre fonti d'acqua, o dall'insufficiente capacità umana di soddisfare la domanda di acqua. Un quarto della popolazione mondiale è colpito dalla scarsità d'acqua economica. Essa include la mancanza di infrastrutture, che costringe le persone senza un accesso diretto all'acqua a percorrere lunghe distanze per andare a prenderla, che è spesso contaminata dai fiumi per usi domestici e agricoli (irrigazione).
Gran parte dell'Africa subsahariana è caratterizzata dalla scarsità d'acqua economica. Lo sviluppo di infrastrutture idriche in quella zona può quindi contribuire a ridurre la povertà. Investire nelle infrastrutture di irrigazione aiuterebbe anche ad aumentare la produzione alimentare, soprattutto nei paesi in via di sviluppo che dipendono in gran parte dall'agricoltura a basso rendimento. Essere in grado di fornire a una comunità acqua adeguata al consumo gioverebbe anche molto alla salute delle persone.

## Valutazioni e indicatori

### Indicatori semplici
Gli indicatori relativamente semplici includono: il rapporto tra uso e disponibilità dell'acqua (o rapporto di criticità), la scarsità d'acqua fisica ed economica, l'indicatore IWMI, l'indice di povertà idrica.
Lo "stress idrico" è stato utilizzato come parametro per misurare la scarsità d'acqua, ad esempio nel contesto dell'Obiettivo di sviluppo sostenibile 6.

### Indicatori più sofisticati
Le valutazioni della scarsità d'acqua devono includere informazioni sull'acqua verde (umidità del suolo), sulla qualità dell'acqua, sui requisiti di flusso ambientale, sulla globalizzazione e sul commercio di acqua virtuale. Dall'inizio degli anni 2000, le valutazioni della scarsità idrica hanno applicato modelli più sofisticati supportati da strumenti analitici spaziali. Essi includono:
- scarsità d'acqua verde-blu,
- valutazione della scarsità d'acqua basata sull'impronta idrica,
- rapporto cumulativo tra estrazione e domanda,
- considerazione delle variazioni temporali,
- indicatori di stress idrico basati sull'LCA (valutazioni del ciclo di vita),
- flusso integrato della quantità-qualità dell'acqua nella scarsità d'acqua valutazione.

Nel complesso, è necessaria una collaborazione tra le comunità delle scienze idrologiche, della qualità dell'acqua, degli ecosistemi acquatici e delle scienze sociali nella valutazione della scarsità d'acqua.

## Acqua disponibile
Le Nazioni Unite (ONU) stimano che, su 1,4 miliardi di chilometri cubi di acqua sulla Terra, solo 200.000 chilometri cubi rappresentano acqua dolce disponibile per il consumo umano. Solo lo 0,014% di tutta l'acqua sulla Terra è sia fresca che facilmente accessibile. Dell'acqua rimanente, il 97% è salina e circa il 3% è di difficile accesso. L'acqua dolce a disposizione sul pianeta è circa l'1% dell'acqua totale sulla terra.

## Scala

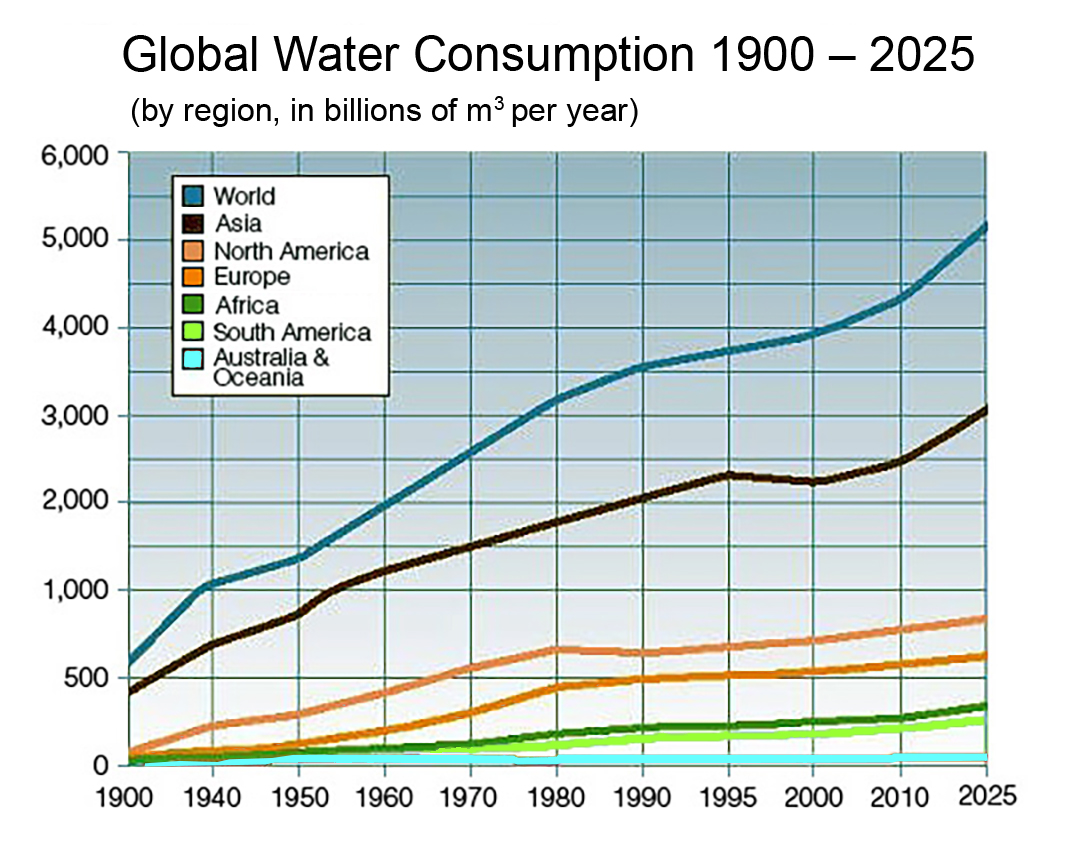
Consumo globale di acqua 1900–2025.

### Stime contemporanee
La scarsità d'acqua è stata elencata nel 2019 dal World Economic Forum come uno dei maggiori rischi globali in termini di potenziale impatto nel prossimo decennio.

### Previsioni future
Nel 20º secolo l'uso dell'acqua è cresciuto a più del doppio del tasso di aumento della popolazione. In particolare, si prevede che i prelievi d'acqua aumenteranno del 50% entro il 2025 nei paesi in via di sviluppo e del 18% nei paesi sviluppati. Si prevede che un continente, ad esempio l'Africa, abbia da 75 a 250 milioni di abitanti senza accesso all'acqua dolce. Entro il 2025, 1,8 miliardi di persone vivranno in paesi o regioni con assoluta scarsità d'acqua e due terzi della popolazione mondiale potrebbero trovarsi in condizioni di stress idrico. Entro il 2050 più della metà della popolazione mondiale vivrà in aree soggette a stress idrico e un altro miliardo potrebbe non avere acqua a sufficienza, come rilevano i ricercatori del MIT.

## Impatti
Ci sono diversi impatti della scarsità d'acqua:
- Sicurezza alimentare nella regione del Medio Oriente e del Nord Africa
- Accesso inadeguato ad acqua potabile sicura per circa 885 milioni di persone
- Scoperto delle acque sotterranee (uso eccessivo) che porta a una diminuzione delle rese agricole
- Uso eccessivo e inquinamento delle risorse idriche a danno degli ecosistemi e della biodiversità
- Conflitti regionali per le scarse risorse idriche che talvolta sfociano in guerre.

I sintomi della scarsità d'acqua possono essere gravi restrizioni all'uso, conflitto crescente tra utenti e concorrenza per l'acqua, standard di affidabilità e servizio in calo, raccolti insufficienti e insicurezza alimentare.

## Cause e fattori che contribuiscono

### Crescita della popolazione
A partire dal 1950 circa, la percezione comune era che l'acqua fosse una risorsa infinita. A quel tempo c'era meno della metà del numero di persone sul pianeta rispetto ai primi anni 2000. Le persone erano meno abbienti nel complesso, consumavano meno calorie e mangiavano meno carne, quindi per produrre il cibo era necessaria meno acqua. Richiedevano un terzo del volume d'acqua che si preleva dai fiumi in tempi moderni. Oggi la competizione per le risorse idriche è molto più intensa. Questo perché nell'aprile 2022 è stato stimato che ci sono 7,9 miliardi di persone sul pianeta circa, il loro consumo di carne che necessita di acqua per la produzione è in aumento e c'è una crescente concorrenza per l'acqua dall'industria, dall'urbanizzazione, dalle colture di biocarburanti e dai prodotti alimentari dipendenti dall'acqua. In futuro sarà necessaria ancora più acqua per produrre cibo perché si prevede che la popolazione della Terra salirà a 9 miliardi circa entro il 2050.

### Espansione delle utenze agricole e industriali

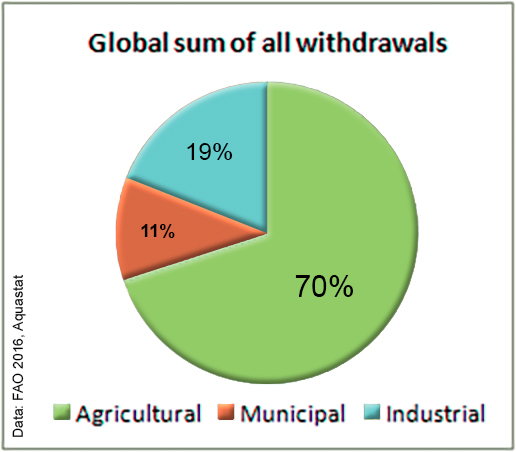
Utilizzo globale dell'acqua dolce, dati FAO 2016

La scarsità dei consumi è causata principalmente dall'uso intensivo di acqua nell'agricoltura, nell'allevamento e nell'industria. Le persone nei paesi sviluppati generalmente usano circa 10 volte più acqua al giorno rispetto a quelle dei paesi in via di sviluppo. Gran parte di questo è l'uso indiretto nei processi di produzione agricola e industriale ad alta intensità idrica di beni di consumo, come frutta, semi oleosi e cotone. Poiché molte di queste catene di produzione sono state globalizzate, molta acqua nei paesi in via di sviluppo viene utilizzata e inquinata per produrre beni destinati al consumo nei paesi sviluppati.

### Inquinamento idrico
L'inquinamento delle acque (o inquinamento idrico) è la contaminazione dei corpi idrici, solitamente a seguito delle attività umane, in modo tale da incidere negativamente sui suoi usi. I corpi idrici comprendono laghi, fiumi, oceani, falde acquifere, bacini idrici e acque sotterranee. L'inquinamento dell'acqua si verifica quando i contaminanti vengono introdotti in questi corpi idrici. L'inquinamento delle acque può essere attribuito a: scarichi fognari, attività industriali, attività agricole e deflusso urbano, comprese le acque piovane.

### Cambiamenti climatici
Il cambiamento climatico può avere impatti significativi sulle risorse idriche in tutto il mondo a causa delle strette connessioni tra il clima e il ciclo idrologico. L'aumento delle temperature aumenterà l'evaporazione e porterà ad un aumento delle precipitazioni. Sia la siccità che le inondazioni possono diventare più frequenti in diverse regioni in momenti diversi e sono previsti cambiamenti significativi nelle nevicate e nello scioglimento delle nevi nelle aree montuose. Temperature più elevate influenzeranno anche la qualità dell'acqua. I possibili impatti includono una maggiore eutrofizzazione. Il cambiamento climatico potrebbe anche significare un aumento della domanda di irrigazione agricola, irrigatori per giardini e forse anche piscine. Vi sono ampie prove che l'aumento della variabilità idrologica e il cambiamento climatico hanno e continueranno ad avere un profondo impatto sul settore idrico.
La FAO afferma che entro il 2025 1,9 miliardi di persone vivranno in paesi o regioni con assoluta scarsità d'acqua e due terzi della popolazione mondiale potrebbero trovarsi in condizioni di stress idrico. La Banca Mondiale aggiunge che il cambiamento climatico potrebbe alterare profondamente i modelli futuri sia di disponibilità che di utilizzo dell'acqua, aumentando così i livelli di stress idrico e di insicurezza, sia su scala globale che nei settori che dipendono dall'acqua.

#### Ghiacciai
Circa il 2% dell'acqua terrestre è acqua dolce congelata che si trova nei ghiacciai. Essi forniscono acqua dolce sotto forma di acqua di disgelo, o acqua dolce sciolta dalla neve o dal ghiaccio, che fornisce ruscelli o sorgenti all'aumentare della temperatura. Quest'acqua viene utilizzata dalla gente del posto per l'agricoltura, il bestiame e l'energia idroelettrica.

## Opzioni per miglioramenti

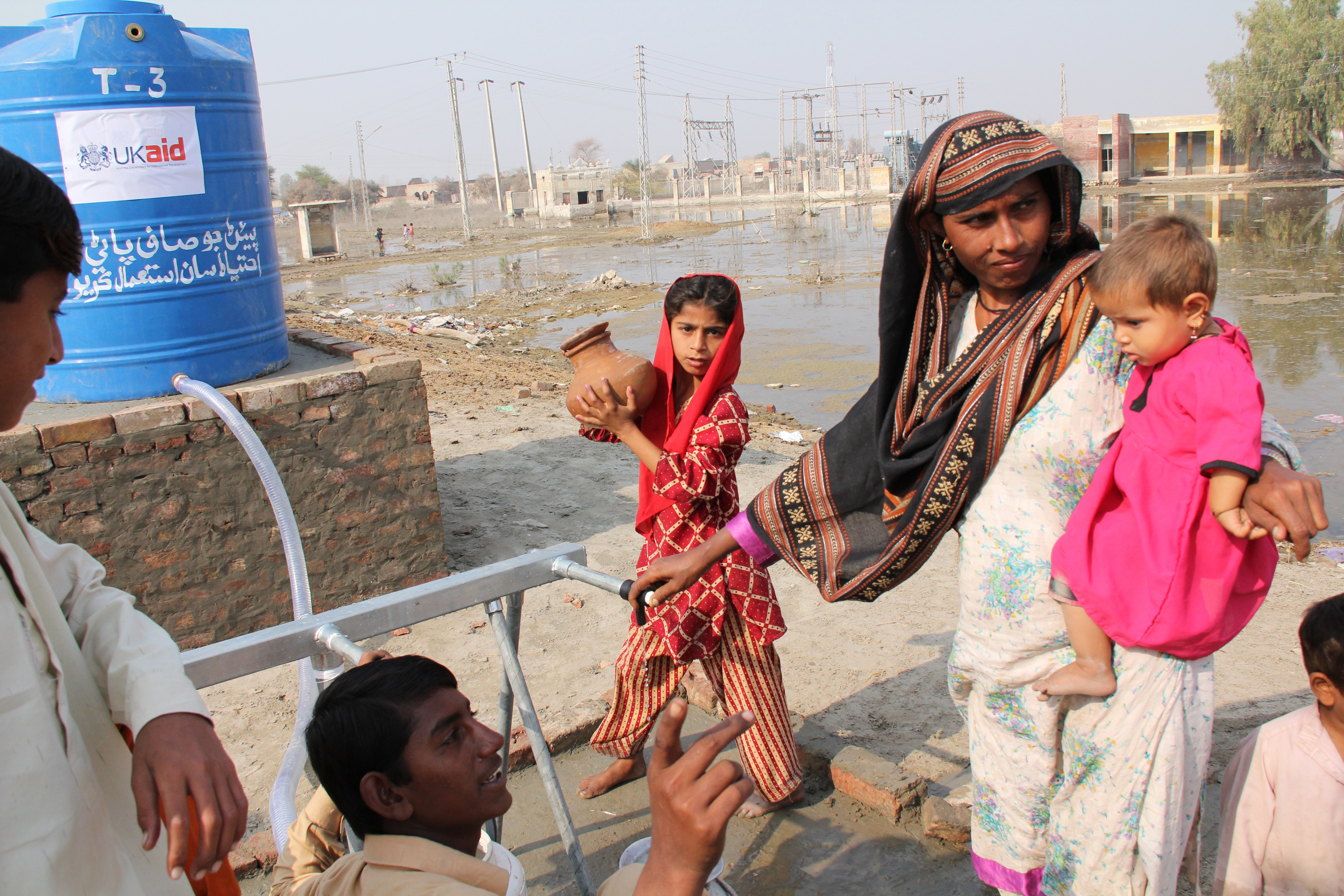
Alcune persone raccolgono acqua potabile pulita da un rubinetto nella città di Ghari Kharo, in Pakistan.

L'acqua è uno degli elementi più cruciali nella pianificazione dello sviluppo; gli sforzi per sviluppare, conservare, utilizzare e gestire le risorse idriche devono essere guidati da prospettive nazionali. In particolare, queste prospettive dovrebbero includere le comunità più colpite, le comunità indigene e locali. Una revisione nel 2006 ha affermato che "è sorprendentemente difficile determinare se l'acqua è veramente scarsa in senso fisico su scala globale (un problema di approvvigionamento) o se è disponibile ma dovrebbe essere utilizzata meglio (un problema di domanda)".

### Gestione domanda e offerta
L'International Resource Panel delle Nazioni Unite afferma che i governi hanno avuto la tendenza a investire molto in soluzioni largamente inefficienti: mega-progetti come dighe, canali, acquedotti, condutture e bacini idrici, che generalmente non sono né sostenibili dal punto di vista ambientale né economicamente sostenibili.

### Cooperazione tra paesi
La mancanza di cooperazione può dar luogo a conflitti per l'acqua in molte parti del mondo, specialmente nei paesi in via di sviluppo, in gran parte a causa delle controversie sulla disponibilità, l'uso e la gestione dell'acqua. Ad esempio, la disputa tra Egitto ed Etiopia sulla Grande Diga rinascimentale etiope si è intensificata nel 2020. L'Egitto vede la diga come una minaccia esistenziale, temendo che la diga riduca la quantità di acqua che riceve dal Nilo.

### Conservazione dell'acqua
La conservazione dell'acqua comprende tutte le politiche, le strategie e le attività per gestire in modo sostenibile la risorsa naturale di acqua dolce, per proteggere l'idrosfera e per soddisfare la domanda umana attuale e futura (evitando così la scarsità d'acqua). La popolazione, le dimensioni delle famiglie, la crescita e il benessere influiscono sulla quantità di acqua utilizzata. Fattori come il cambiamento climatico hanno accresciuto le pressioni sulle risorse idriche naturali, specialmente nell'industria manifatturiera e nell'irrigazione agricola.

### Espansione delle fonti di acqua utilizzabile
Le fonti artificiali di acqua dolce possono includere acque reflue trattate (acqua bonificata) e acqua di mare dissalata. Tuttavia, devono essere presi in considerazione anche gli effetti collaterali economici e ambientali di queste tecnologie.
Il riutilizzo delle acque reflue come parte di una gestione sostenibile dell'acqua consente all'acqua di rimanere una fonte d'acqua alternativa per le attività umane. Ciò può ridurre la scarsità e alleviare le pressioni sulle acque sotterranee e su altri corpi idrici naturali.
La dissalazione è un processo che sottrae componenti minerali dall'acqua salina. Più in generale, la dissalazione si riferisce alla rimozione di sali e minerali da una sostanza, come nella dissalazione del suolo, che è un problema per l'agricoltura. L'acqua salata (soprattutto l'acqua di mare) viene dissalata per produrre acqua adatta al consumo umano o all'irrigazione. Il sottoprodotto del processo di dissalazione è la salamoia.

### Commercio d'acqua virtuale
Il commercio di acqua virtuale (noto anche come acqua incorporata) è il flusso nascosto di acqua nel cibo o in altri prodotti che vengono scambiati da un luogo all'altro.

### Implementazione della conoscenza indigena
Ulteriori miglioramenti possono essere apportati attraverso un'azione legislativa e un coinvolgimento più attivo delle comunità, in particolare di quelle colpite dalla scarsità d'acqua. Le comunità indigene hanno percorso le strade della disponibilità di acqua molto prima dei moderni metodi capitalisti di utilizzo ed estrazione dell'acqua.

### Obiettivi globali
L'Obiettivo di sviluppo sostenibile 6 riguarda "acqua pulita e servizi igienici per tutti". È uno dei 17 obiettivi di sviluppo sostenibile stabiliti dall'Assemblea generale delle Nazioni Unite del 2015. Il quarto obiettivo dell'SDG 6 si riferisce alla scarsità d'acqua e afferma: "Entro il 2030, aumentare sostanzialmente l'efficienza dell'uso dell'acqua in tutti i settori e garantire prelievi e fornitura di acqua dolce per affrontare la carenza idrica e ridurre sostanzialmente il numero di persone che soffrono di carenza idrica". Ha due indicatori. La seconda è: "Livello di stress idrico: prelievo di acqua dolce in proporzione alle risorse di acqua dolce disponibili". L'Organizzazione per l'alimentazione e l'agricoltura delle Nazioni Unite (FAO) monitora questi parametri attraverso il suo sistema globale di informazioni sull'acqua, AQUASTAT, dal 1994.

## Esempi

### Panoramica
Sulla base della mappa pubblicata dal Gruppo consultivo sulla ricerca agricola internazionale (CGIAR), i paesi e le regioni che subiscono la maggior parte dello stress idrico sono il Nord Africa, il Medio Oriente, l'India, l'Asia centrale, la Cina, il Cile, la Colombia, Sud Africa, Canada e Australia. La scarsità d'acqua è in aumento anche nell'Asia meridionale. Nel 2016, circa quattro miliardi di persone, ovvero due terzi della popolazione mondiale, stavano affrontando una grave scarsità d'acqua.

### Africa

Il lago Ciad si è ridotto del 90% dagli anni '60.

Si prevede che la scarsità d'acqua in Africa raggiungerà livelli pericolosamente alti entro il 2025. Si stima che circa i due terzi della popolazione mondiale potrebbero soffrire di carenza di acqua dolce entro quell'anno. Le cause principali della scarsità d'acqua in Africa sono di natura sia fisica che economica, oltre alla rapida crescita demografica e il cambiamento climatico.

### Asia
Secondo un importante rapporto compilato nel 2019 da oltre 200 ricercatori, i ghiacciai himalayani, che sono le sorgenti dei più grandi fiumi dell'Asia (Gange, Indo, Brahmaputra, Yangtze, Mekong, Salween e Yellow) potrebbero perdere il 66% del loro ghiaccio entro il 2100. Nel bacino idrografico dei fiumi himalayani vivono circa 2,4 miliardi di persone. India, Cina, Pakistan, Bangladesh, Nepal e Myanmar potrebbe subire inondazioni seguite da siccità nei prossimi decenni. Nella sola India, il Gange fornisce acqua potabile e per l'agricoltura a più di 500 milioni di persone.

### Americhe

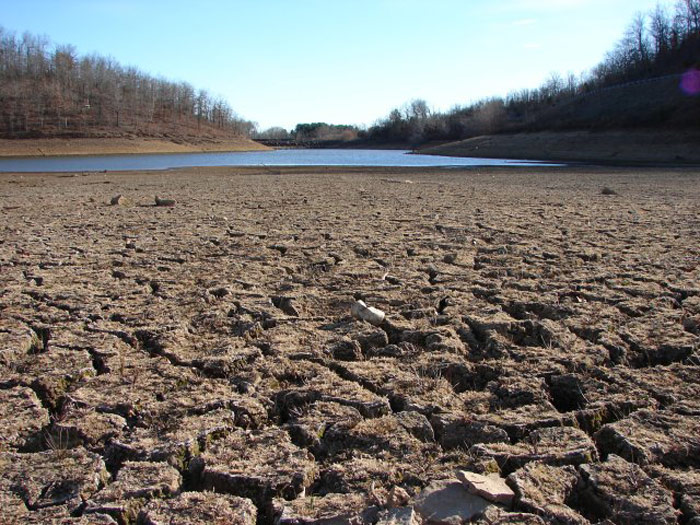
Un tipico letto di fiume secco in California.

Nella valle del Rio Grande, l'agrobusiness intensivo ha esacerbato i problemi di scarsità d'acqua e innescato controversie giurisdizionali sui diritti idrici su entrambi i lati del confine tra Stati Uniti e Messico. Gli studiosi, tra cui il politologo messicano Armand Peschard-Sverdrup, hanno affermato che questa tensione ha creato la necessità di una gestione strategica e transnazionale dell'acqua. Alcuni hanno dichiarato che le controversie equivalgono ad una "guerra" a causa della diminuzione delle risorse naturali.
Anche la costa occidentale del Nord America, che riceve gran parte della sua acqua dai ghiacciai nelle catene montuose come le Montagne Rocciose e la Sierra Nevada, sarebbe interessata.

### Australia
La parte di gran lunga più grande dell'Australia è costituita da terre desertiche o semi-aride comunemente conosciute come l'entroterra.
Alcuni paesi hanno già dimostrato che è possibile dissociare l'uso dell'acqua dalla crescita economica. Ad esempio in Australia il consumo di acqua è diminuito del 40% tra il 2001 e il 2009 mentre l'economia è cresciuta di oltre il 30%.

### Europa
L’Europa non è considerato un continente arido ma le fonti di approvvigionamento idrico rappresentano un fattore di preoccupazione per almeno metà della popolazione dell’UE. Negli anni tra il 1976 e il 2006 il numero delle aree e degli abitanti colpiti da siccità è salito all’incirca del 20%. Secondo una ricerca del 2017, il 16% della popolazione europea non ha acqua potabile e ben 140 milioni di persone non hanno accesso ad acqua pulita e servizi sanitari.

#### Italia
In Italia, specialmente nel Sud e nelle Isole, si verificano molto spesso crisi idriche. Le regioni più colpite sono la Sicilia e la Puglia: in alcuni comuni della Sicilia centrale, infatti, si raggiungono perdite di acqua nella rete di distribuzione pari a oltre il 60% che mettono in crisi l'intero sistema di distribuzione delle risorse idriche. Nell'estate 2022 il livello del Po, del Lago d’Iseo, del Lago Maggiore e del Lago di Como è sceso molto causando una crisi idrica. Secondo alcuni studi l'Italia è uno dei paesi europei dove avviene il maggior spreco di acqua per problemi di rete idrica.

## Galleria d'immagini

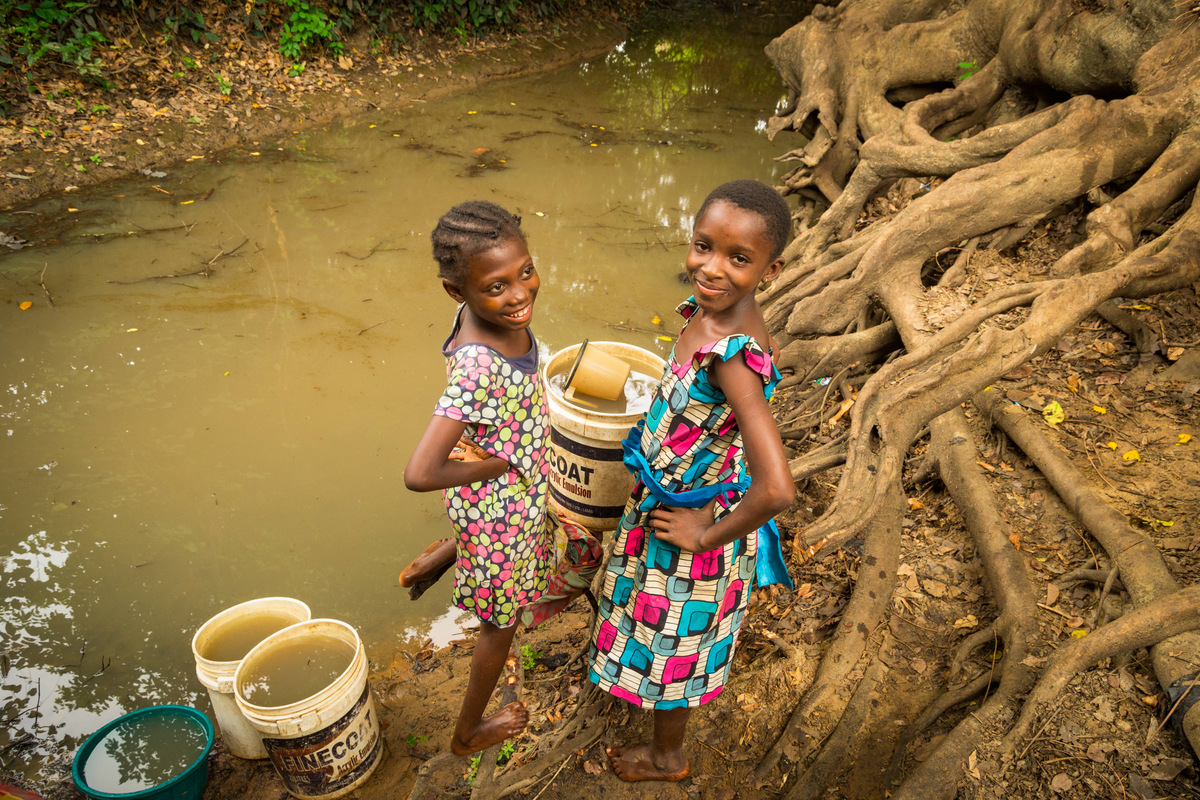
I bambini vanno a prendere l'acqua da un ruscello fangoso in una zona rurale durante la stagione secca. L'acqua viene riportata a casa e sottoposta a filtrazione e altri trattamenti prima dell'uso.
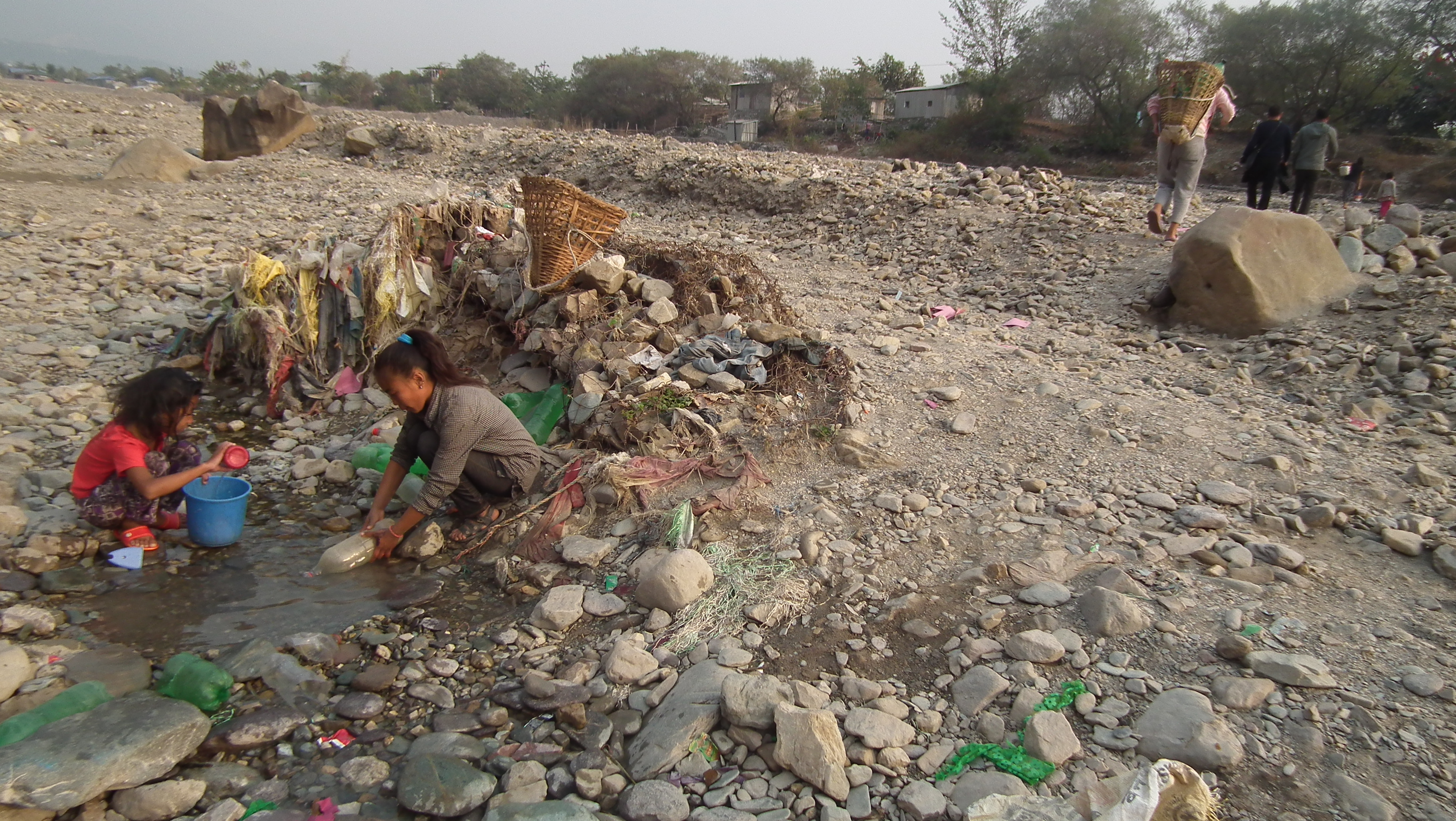
Le ragazze di un insediamento abusivo a Dharan raccolgono l'acqua dal fiume.
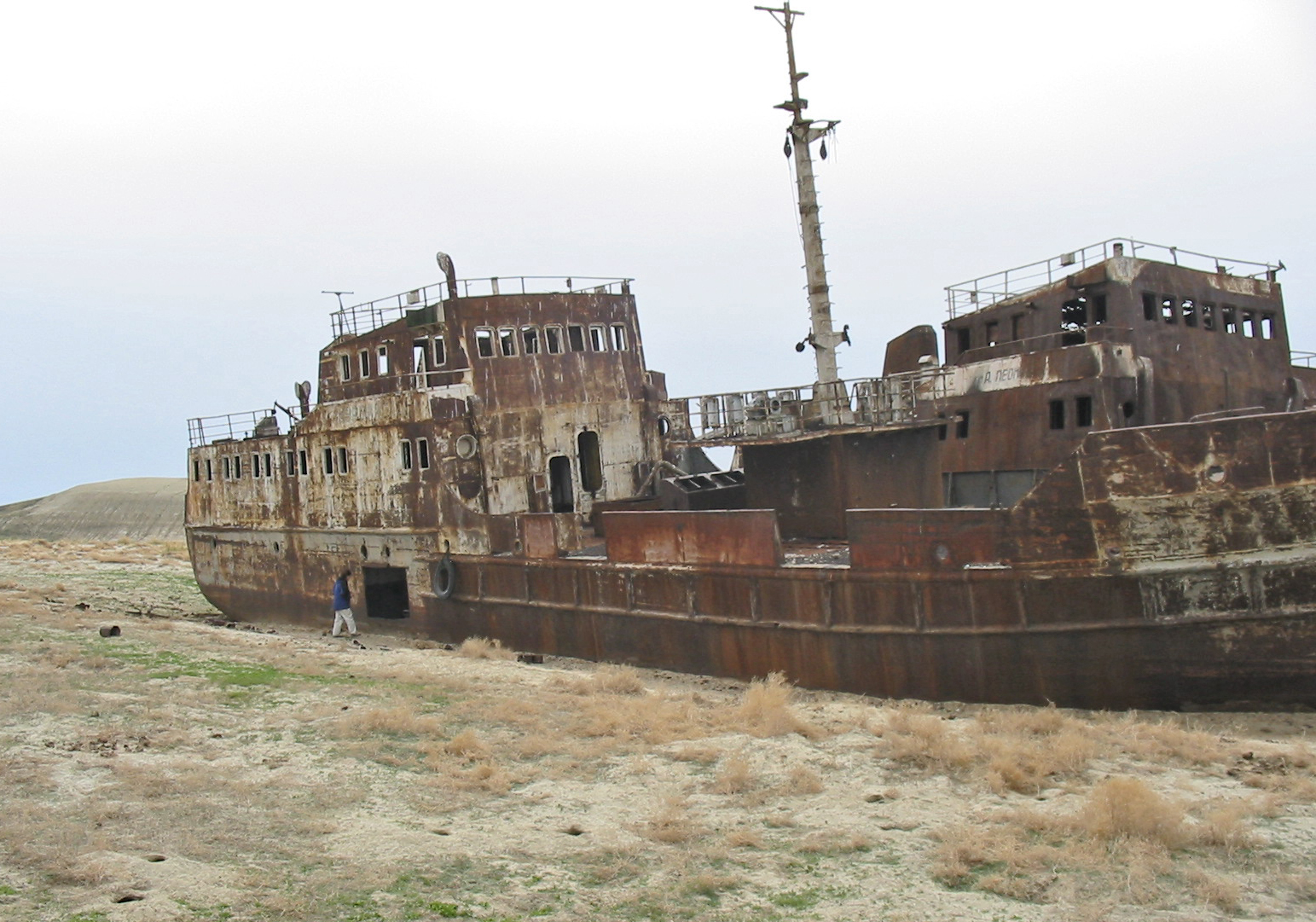
Una nave abbandonata nell'ex Lago d'Aral, in Kazakistan.
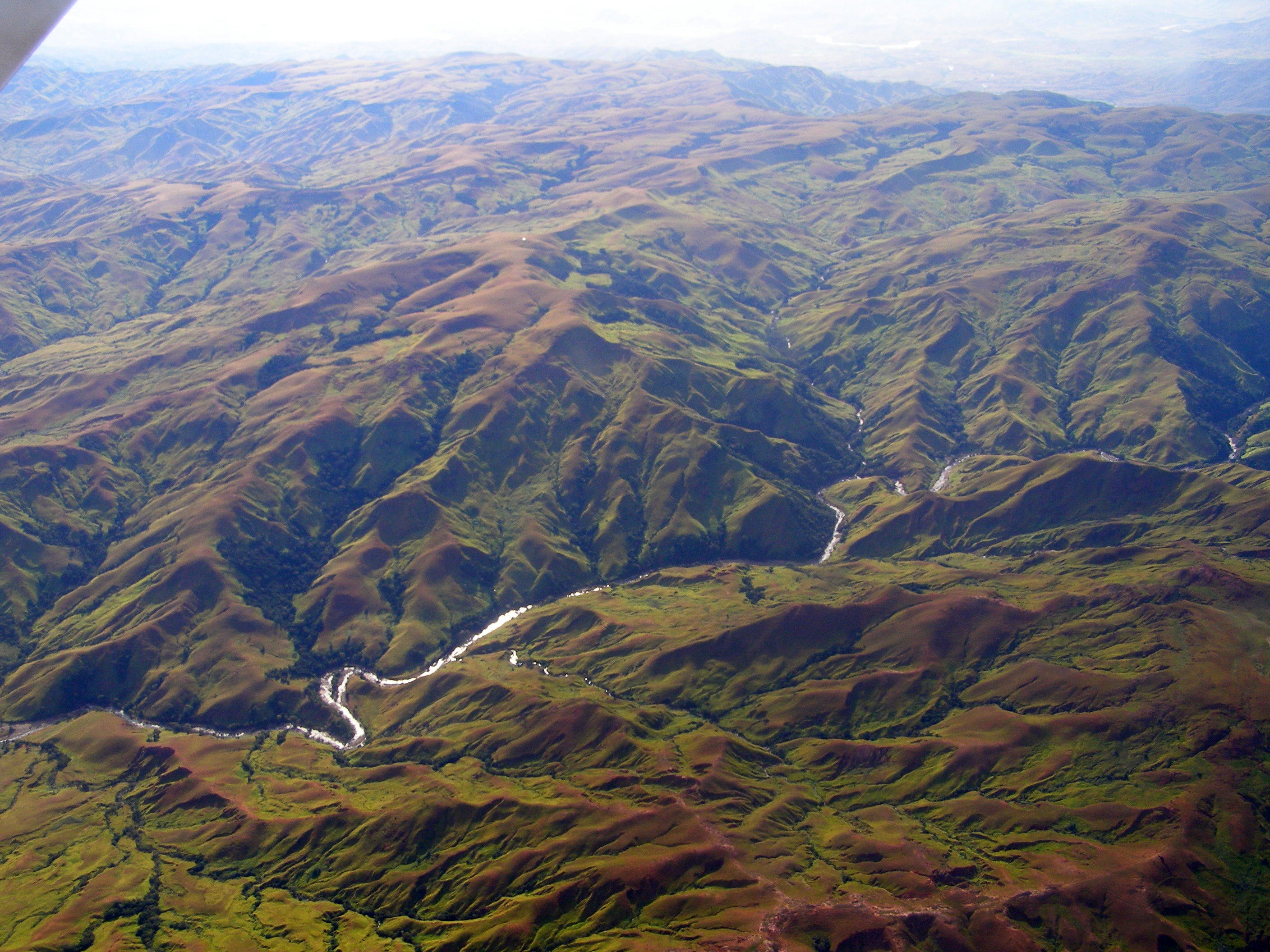
La deforestazione dell'altopiano del Madagascar ha portato a flussi instabili dei fiumi occidentali.
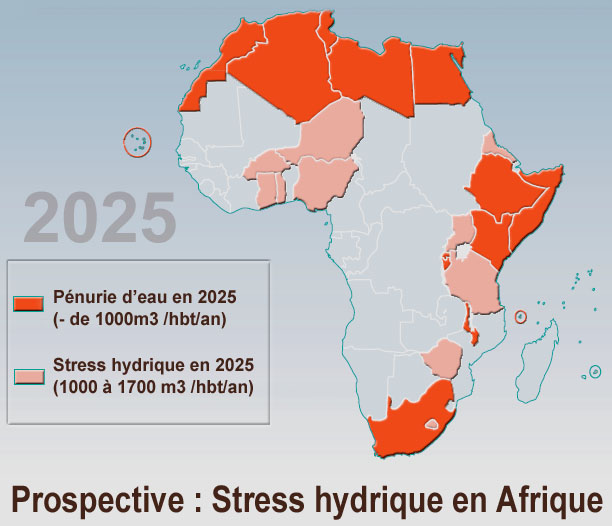
Stime GEO-2000 per il 2025: si prevede che 25 paesi africani soffriranno di carenza idrica[68].
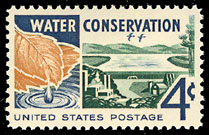
Francobollo postale degli Stati Uniti del 1960 a favore della conservazione dell'acqua.
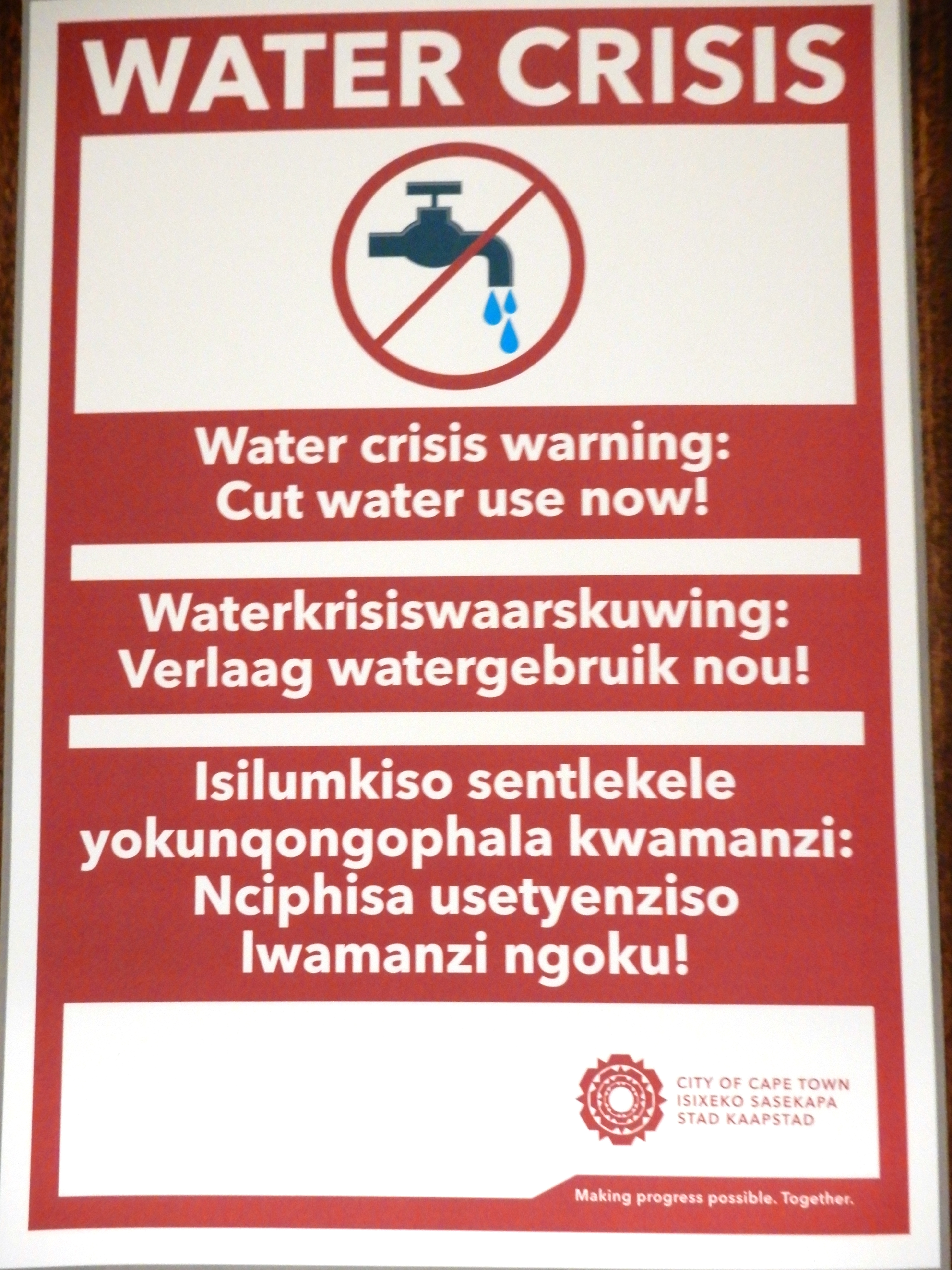
Avviso di crisi idrica a Città del Capo: "Taglia l'uso dell'acqua adesso!"
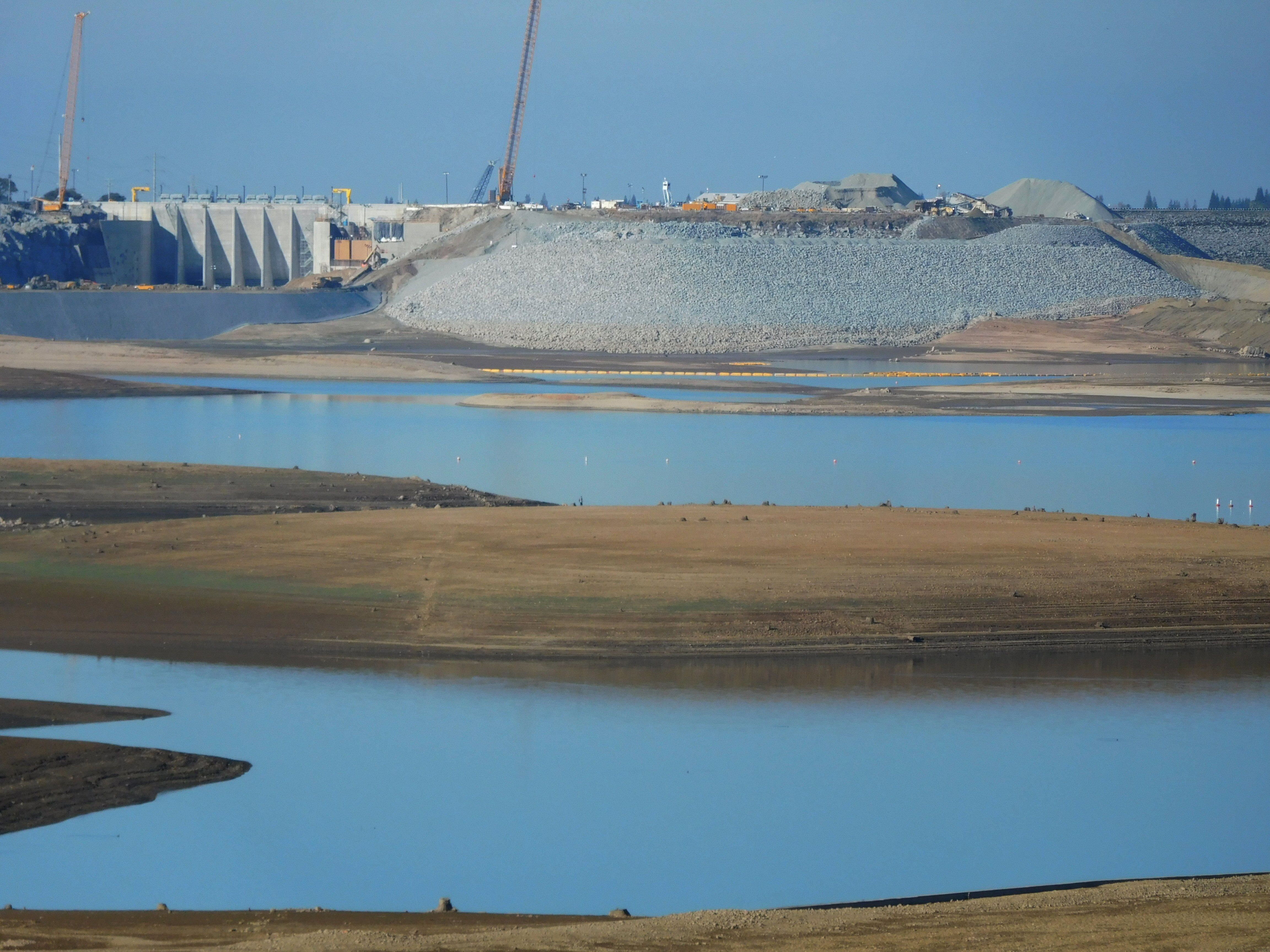
Bacino idrico del lago Folsom durante la siccità in California nel 2015[69].